# The Garrick Gaieties of 1926
The Garrick Gaieties of 1926 è una rivista musicale con musica di Richard Rodgers, testi delle canzoni di Lorenz Hart. 

## Numeri musicali
Per la rivista furono appositamente scritte le seguenti canzoni
- Six little play
- We can't be as good as last year
- Mountain Greenery
- Keys to heaven
- The roses of Arizona
- Tennis champs (Helen, Suzane and Bill)
- Four little songpluggers
- Idles of the King
- Gigolo
- Queen Elizabeth
- Finale act 2
- Allez-up (added after the New York opening)

Canzoni scritte per il musical ma eliminate o mai utilizzate
- A little souvenir (Eliminata dopo poche repliche)
- Sleepyhead (Eliminata dopo poche repliche)
- Somebody said (Mai utilizzata)